# Renta
Renta (ital. rendita, důchod) je obvykle pravidelný a stálý příjem, který není platbou za nějaké bezprostřední plnění (zboží, práci a pod.) Původně označovala nájem, který platil pachtýř z půdy (pozemková renta), dnes nejčastěji příjem z kapitálu (například doživotní důchod), cenných papírů nebo ze starobního pojištění (starobní důchod).
O činnosti, která přináší zisk, říkáme, že je rentabilní. Člověk, který žije z renty, se nazývá rentiér.

## Makroekonomické hledisko
Podle P. A. Samuelsona je renta výnos z fixních faktorů, to jest faktorů, jejichž nabídka je pevná a nezávisí na poptávce. Typickým příkladem takového faktoru je právě půda. Výše této pozemkové renty je však přesto výsledkem tržní rovnováhy: je-li příliš vysoká, část půdy zůstane nevyužita a majitel musí nájemné snížit. Přitom rovnovážnou výši renty určuje možný výnos z jejího využívání, například cena obilí. David Ricardo proto usoudil, že cena obilí není vysoká kvůli pozemkové rentě, nýbrž naopak vysoká cena obilí zvyšuje pozemkovou rentu.